# Feuerwehrzugang
Ein Feuerwehrzugang ist ein ständig frei und zugänglich zu haltender Zugang für Rettungskräfte zu öffentlichen und privaten Objekten.

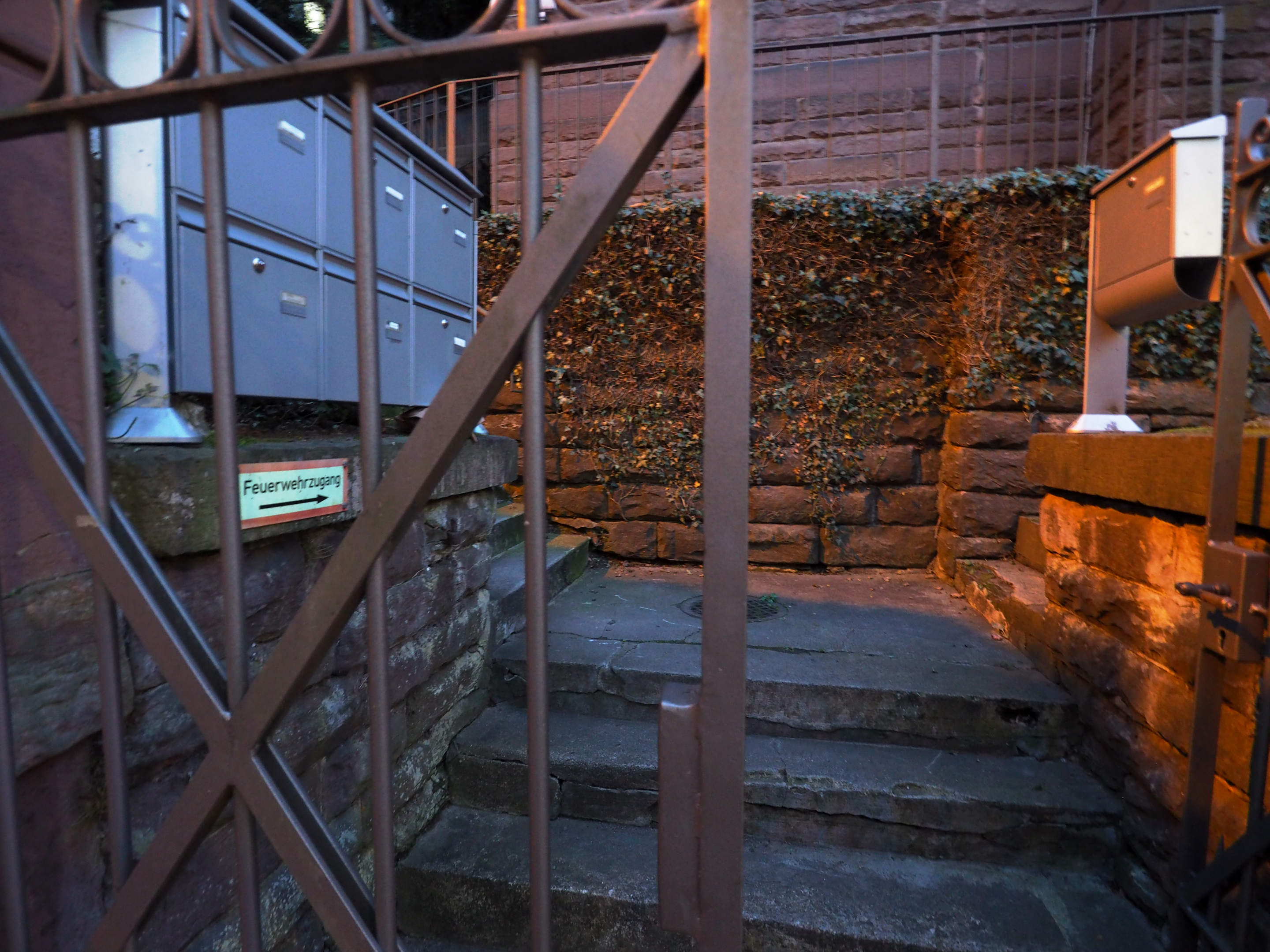
Feuerwehrzugang zu einem Mehrfamilienhaus in Stuttgart-Hasenberg

Der Zweck des Feuerwehrzuganges ist es, der Feuerwehr einen zu Fuß benutzbaren Zugang zum Objekt zu verschaffen, d. h., es wird über diesen Zugang auch nur tragbares Gerät mitgenommen.
Mit einem beschilderten Feuerwehrzugang sind (im Gegensatz zur beschilderten Feuerwehrzufahrt) keine zusätzlichen Beschränkungen der Park- und Halteregeln verbunden.
Die genauen Auflagen bei der Bebauung eines Grundstücks und damit eventueller Notwendigkeit eines Feuerwehrzuganges regelt das Landesrecht.

## Anforderungen
Die Muster-Richtlinien über Flächen für die Feuerwehr, welche § 5 der Musterbauordnung präzisieren, stellen an Feuerwehrzugänge die Anforderung, dass diese mindestens 1,25 Meter breit sein müssen, geringe Einengungen wie Türen dürfen eine lichte Breite von 1 Meter besitzen.
Zu früheren Zeiten war in der Regel eine Breite von 1,60 Meter vorgeschrieben, da damals die größere Schiebleiter als tragbare Leiter angesetzt wurde. Da diese in Deutschland bei neuen Baugenehmigungen jedoch nicht mehr zur Sicherstellung des zweiten Rettungsweges angesetzt und stattdessen die 4-teilige Steckleiter angerechnet wird, wurde diese Anforderung nach unten korrigiert. Im Bestandsbau ist das Maß von 1,60 Meter aber noch oft zu finden.